# Fernand Fontaine
Pour les articles homonymes, voir Fontaine.
Fernand Fontaine , né le 13 juillet 1902 à Somain dans le Nord, où il est mort le 23 janvier 1992, est un peintre français.

## Biographie

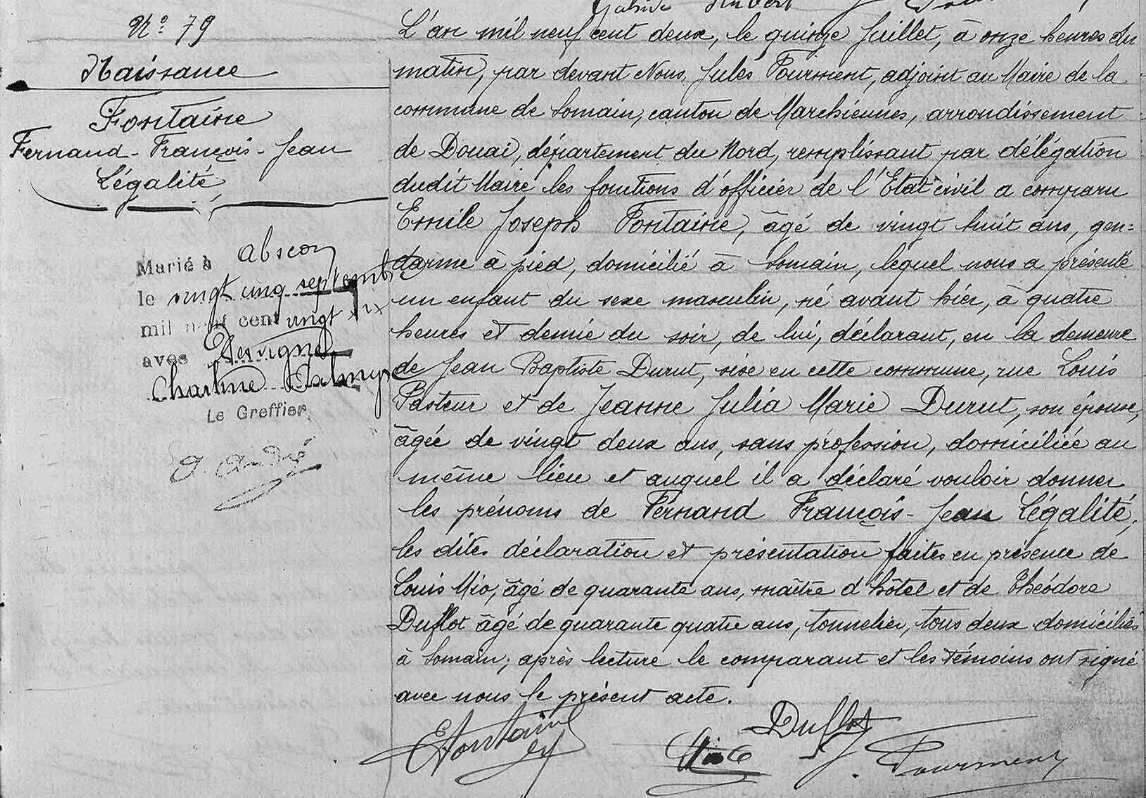
Son acte de naissance.

Fernand François Jean Légalité Fontaine naît le 13 juillet 1902 à Somain, rue Louis-Pasteur. Son père, Émile Joseph Fontaine a vingt-huit ans, il est gendarme à pied, et sa mère est Jeanne Julia Marie Durut, vingt deux ans, sans profession.
Il dépeint des sujets familiaux et locaux, il possède une voiture publicitaire.
Une exposition lui est consacrée ainsi qu'à Julien Rémy en mairie de Somain. Fernand Fontaine est membre des Amis du Vieux Somain.
Il meurt à Somain le 23 janvier 1992 et est inhumé au cimetière de Somain, carré no 1, tombe no 11, celle de ses parents, près de celle de Victor Brachelet.